# Філіпп Цирайс
Філіпп Цирайс (нім. Philipp Ziereis, нар. 14 березня 1993, Шварцгофен, Німеччина) — німецький футболіст, фланговий захисник австрійського клубу ЛАСК.

## Ігрова кар'єра

### Клубна
Філіпп Цирайс починав займатися футболом у своєму рідному місті Шварцгофен. У 2007 році він приєднався до молодіжної команди клубу «Ян Регенсбург». З сезону 2010/11 футболіст почав свою професійну кар'єру, граючи за першу клубну команду у Третій лізі. У сезоні 2011/12 своєю грою футболіст допоміг команді підвищитися до Другої Бундесліги. 
Влітку 2013 року Цирайс перейшов о іншого клубу Другої Бундесліги «Санкт-Паулі». За дев'ять сезонів в команді Цирайс провів понад півтори сотні матчів у Другій Бундеслізі.
Сезон 2022/23 футболіст розпочав у складі австрійського клубу ЛАСК. 23 липня 2022 року Цирайс дебютував у новій команді у матчі чемпіонату Австрії і цей став першим в його кар'єрі у вищому дивізіоні країни. Контракт футболіста з австрійським клубом дійсний до 2025 року.